# Roger Hiorns

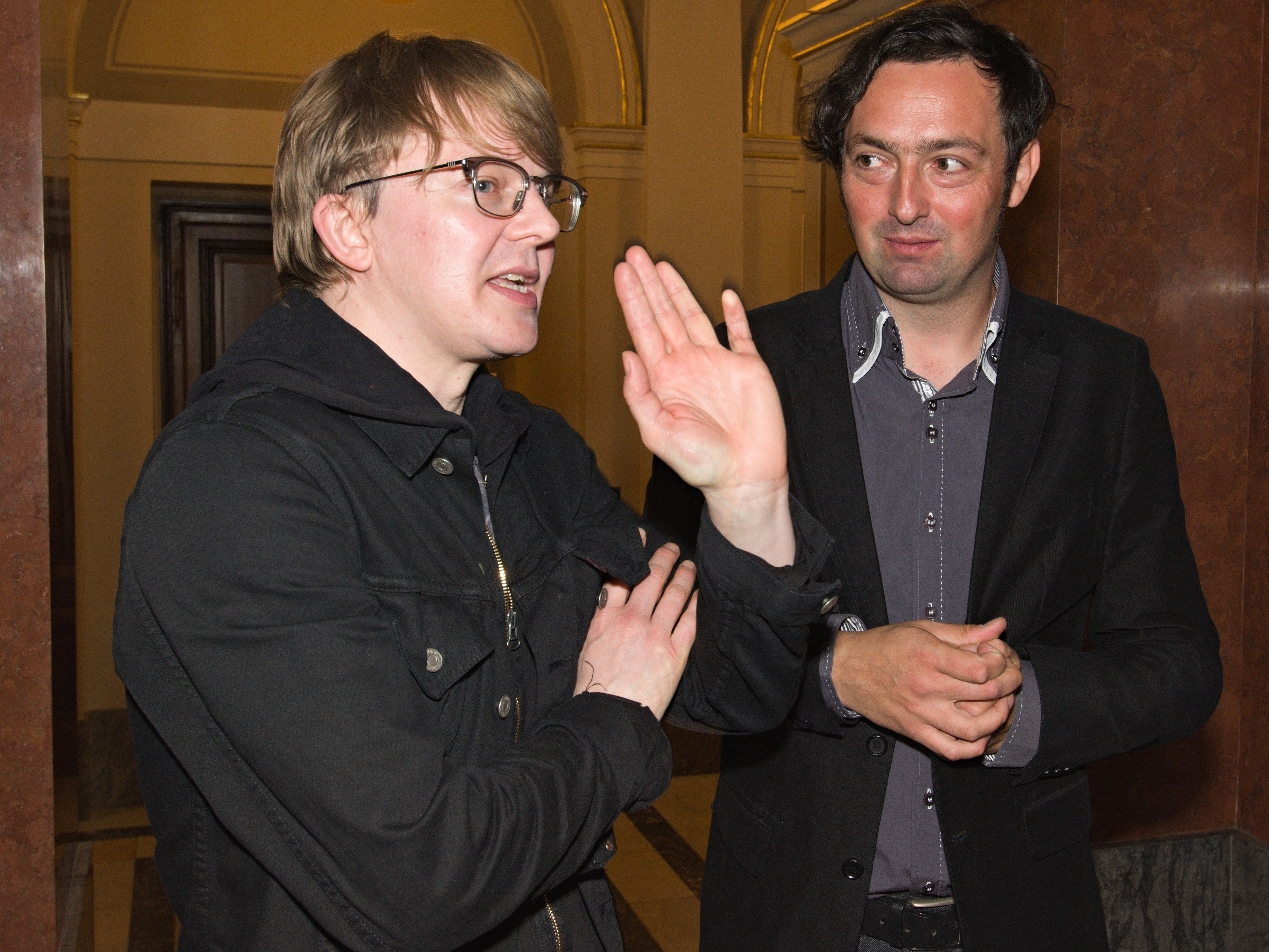
Artist Roger Hiorns (links) und Kurator David Korecký, Ausstellungseröffnung, Galerie Rudolfinum, Prag

Roger Hiorns (* 1975 in Birmingham) ist ein britischer Künstler, der national und international vor allem durch Installationen und Objekte bekannt wurde. Zu seinen bekanntesten Werken gehören Kunstwerke, bei denen er Feuer optisch einsetzt oder Kristalle als Material nutzt.

## Leben und Werk
Roger Hiorns studierte von 1991 bis 1993 Kunst bei der Fine Art Foundation am Bourneville College in Birmingham und schloss sein Studium 1996 mit dem Bachelor of Fine Arts am Goldsmiths College in London ab.
Hions stellt seine Werke seit 1997 regelmäßig in Gruppen- und Einzelausstellungen aus. Seine ersten größeren Gruppenausstellungen fanden dabei 1997 im Goldsmiths College in London sowie in der Transmission Gallery in Glasgow statt. In den Folgejahren zeigte er seine Werke vor allem in Zusammenarbeit mit der Londoner Galerie Corvi-Mora mehrfach in Galerien in London sowie in Deutschland (Hamburg, Berlin, Düsseldorf) und Kalifornien. 2002 war er Teil der Ausstellung Still Life im Museo Nacional de Bellas Artes in Santiago de Chile, im gleichen Jahr stellte er auch an der Royal Academy of Arts in London aus. Seitdem ist er international regelmäßig vertreten, u. a. in Japan, China, Südamerika, Spanien, Frankreich und den USA. Seit 2001 organisiert er zudem regelmäßig Einzelausstellungen, so die Art Now 2003 mit der Feuerskulptur Vauxhall am Tate Britain’s Sculpture Court.

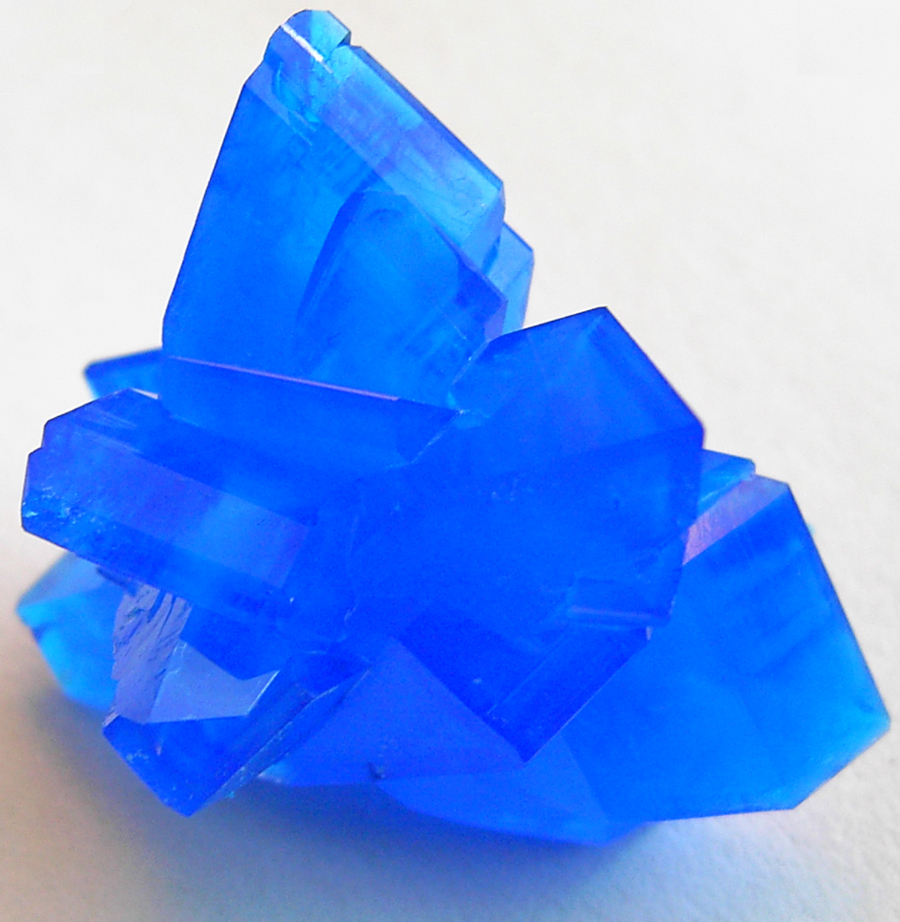
Kupfersulfatkristall

Im Jahr 2008 fand seine bislang medienwirksamste Ausstellung in einem Wohnhaus in London statt. Für das Artangel-Projekt Seizure nutzte er eine leerstehende Wohnung und füllte sie mit 80.000 Litern einer Kupfersulfatlösung aus. Innerhalb von drei Wochen waren sämtliche Wände, Decken und das Interieur von blauen Kristallen bewachsen. Die Besucher konnten die Wohnung betreten und sich die Räume anschauen.
Hiorns lebt in London.